# خورخي فرناندس
خورخي فرناندس هو لاعب كرة قدم برتغالي، ولد في 2 أبريل 1997 في البرتغال. لعب مع نادي بورتو ونادي قاسم باشا.

## وصلات خارجية
- خورخي فرناندس على موقع الاتحاد الدولي (مؤرشف)  (الإنجليزية)
- خورخي فرناندس على موقع الاتحاد الأوربي (الإنجليزية)
- خورخي فرناندس على موقع اتحاد تركيا (لاعب) (الإنجليزية)
- خورخي فرناندس على موقع قاعدة بيانات كرة القدم.إي يو (الإنجليزية)
- خورخي فرناندس على موقع Soccerway.com (الإنجليزية)